# Alex Trebek
George Alexander "Alex" Trebek, pronunciado ([trɨˈbɛk]; (Gran Sudbury, Canadá, 22 de julio de 1940 - 
Los Ángeles, Estados Unidos, 8 de noviembre de 2020) fue un presentador de concursos de televisión canadiense-estadounidense. Conocido por haber sido el presentador del Jeopardy! desde 1984 hasta su muerte y por haber sido presentador de otros concursos tales como Pitfall, High Rollers, Classic Concentration, y Strategy. Trebek también apareció como actor en varias series de televisión, generalmente interpretándose a sí mismo.

## Inicios
Trebek nació en Sudbury, Ontario el hijo de Lucille Lagacé Trebek, una franco-ontariana, y George Edward Trebek, un inmigrante ucraniano. Fue educado en una escuela jesuita antes de su graduación del Malvern College Institute en Toronto en 1958, y más tarde, de la Universidad de Ottawa con una licenciatura en filosofía. Como un estudiante en la Universidad de Ottawa, fue un miembro de la "English Debating Society". Interesada en una carrera en noticias de televisión, Trebek comenzó su carrera en televisión con la CBC, como un presentador de noticias y comentarista de deportes. Trebek especializó en noticieros nacionales e informó sobre un alcance ancho de acontecimientos para las divisiones de radio y televisión de la CBC, incluyendo acontecimientos de curling y carreras de caballos.
Trebek una vez atendió Collège Militaire Royal de Saint-Jean en Saint-Jean-sur-Richelieu (Quebec), pero solamente llevó cuatro días. Trebek brevemente habló sobre sus experiencias en la escuela militar en una entrevista de 2003 con Esquire.

## Carrera de televisión
El primer programa presentado por Trebek fue un programa de músico canadiense, llamado Music Hop, en 1963. En 1966, Trebek fue el presentador del concurso Reach for the Top. En 1973, Trebek mudó a los Estados Unidos y presentó un nuevo programa de concursos para NBC, llamado The Wizard of Odds. Más tarde, Trebek presentó para Heatter-Quigley Productions el concurso popular High Rollers, que tuvo dos encarnaciones en NBC (1974-1976 y 1978-1980) y una versión en sindicación (emitido por una temporada, 1975-1976). Entre períodos como presentador de High Rollers, Trebek presentó el concurso efímero Double Dare para CBS, que resultó ser el único programa de la cadena CBS que Trebek presentó y el primer programa que presentó para lo que entonces era Mark Goodson-Bill Todman Productions, al igual que la temporada segunda del serie sindicada The $128,000 Question, que fue grabado en Toronto. Porque la segunda encarnación de High Rollers estrenó mientras que The $128,000 Question estaba transmitiendo y grabando episodios, Trebek se convirtió en uno de los dos presentadores que presentó programas en los Estados Unidos y Canadá, el otro siendo Jim Perry, que era el presentador de los Definition y Headline Hunters en Canadá y Card Sharks (que por coincidencia se estrenó el mismo día que High Rollers en 1978) en los Estados Unidos. Trebek también fue el presentador de una edición especial bilingüe de Reach for the Top y su equivalente en Radio-Canadá, Génies en herbe. En este programa Trebek alternó sin problemas entre el francés y el inglés.
Como es el caso con otros presentadores de esa época, Trebek hizo varias apariciones como panelista o jugador en otros espectáculos; en una de estas apariciones, Trebek apareció como invitado en una semana especial del concurso Card Sharks en NBC, en lo que compitió con otros presentadores de concursos (incluyendo Allen Ludden, Bill Cullen, Wink Martindale, Jack Clark, Gene Rayburn, y Jim Lange) en un torneo "round robin" para caridad. Trebek ganó el torneo, derrotando Bill Cullen en los finales. Trebek también apareció como un compañero de equipo en el concurso de NBC The Magnificent Marble Machine en 1975, al igual que en el concurso de NBC To Say the Least, presentado por Tom Kennedy, en 1978. Ambos de esos programas fueron producidos por Merrill Heatter-Bob Quigley Productions, que también produjo High Rollers, el programa que Trebek fue presentando durante esas dos apariciones.
Después de que High Rollers fue cancelado en 1980, Trebek presentó el serie efímero Battlestars en NBC, que hizo su debut en octubre de 1981 y fue cancelado en 1982 después de seis meses de emisión. En septiembre de 1981, Trebek se convirtió en el presentador de la versión sindicada de Pitfall, que fue grabado en Vancouver y le obligó a viajar como había hecho mientras que presentó High Rollers y The $128,000 Question en 1978. Después de que ambas series terminaron, Trebek organizó un renacimiento de Battlestars llamado The New Battlestars, que terminó después de trece semanas, y luego disparó una serie de pilotos de otras series para los productores Merrill Heatter (que había trabajado en High Rollers y Battlestars) y Merv Griffin. Los pilotos de Heatter fueron Malcolm, un piloto ordenado por NBC, en lo que Trebek apareció con un personaje animado como su copresentador; y Lucky Numbers, un intento en una reposición de High Rollers que no fue vendido. Para Griffin, Trebek grabó dos pilotos para una reposición moderna de Jeopardy!, para lo cual se convirtió en el presentador permanente en 1984 y ha continuada presentando desde entonces.
En 1987, mientras fue presentando Jeopardy!, Trebek retornó a televisión diurna como el presentador de Classic Concentration en NBC, su segundo programa para Mark Goodson. En 1991, Trebek se convirtió al primero presentador de concursos que presentó tres concursos estadounidenses al mismo tiempo, al reemplazar Lynn Swann en el concurso de NBC To Tell the Truth, que presentó hasta el final del serie en el 31 de mayo de 1991.
Trebek también ha aparecido en muchos anuncios para la compañía de seguro Colonial Penn, y repitió su papel como presentador de To Tell the Truth en un anuncio para DirecTV, que se estrenó en 2010.
En diciembre de 2010, Trebek fue un actor invitado en How I Met Your Mother.

## Vida personal
Trebek se casó con Elaine Callei en 1974 para más tarde en 1981 se desunieran. Desde el 30 de abril de 1990, Trebek se desposó con Jean-Currivan Trebek, una empresaria en el campo de propiedad inmobiliaria. Trebek obtuvo la ciudadanía estadounidense en 1998. Residió en Studio City, Los Ángeles, California con su esposa, Jean, y dos niños, Matthew (n. 1990) y Emily (n. 1993). En una entrevista con el presentador de un programa de entrevistas, Trebek bromeó, "I had only been a citizen for two weeks when I received a summons to appear for jury duty" ("Yo sólo había sido estadounidense durante dos semanas, cuando recibí una citación para comparecer como jurado").
En 1996, Trebek corrió la llama olímpica en Jacksonville, Florida, a través de un tramo de su viaje a Atlanta.
A finales de 2001, durante la temporada 18 de Jeopardy!, Trebek afeitó el bigote que había usado durante más de 30 años. Llevaba un bigote falso para el primer semestre del episodio emitido el 1 de abril de 2008 como una broma del pescado de abril.
Trebek y el presentador Pat Sajak de Wheel of Fortune intercambiaron lugares en el 1 de abril de 1997. Sajak presentó Jeopardy!, y Trebek presentó Wheel of Fortune con la esposa de Sajak como su copresentadora. Sajak y su copresentadora Vanna White aparecieron como los concursantes, con ganancias dirigidas, a instituciones de beneficencia.
El 30 de enero de 2004, Trebek se libró de morir, recibiendo una herida importante después de quedarse dormido al volante de su camioneta mientras conducía solo en un camino rural en la ciudad de Templeton en la Costa Central de California, al regresar de una casa de familia en Lake Nacimiento. El camión rozó a una serie de buzones de correo, voló 45 pies por encima de un terraplén, y fue a parar contra un poste de electricidad en una zanja. Trebek no fue citado por el accidente, y volvió a trabajar grabando Jeopardy! el martes siguiente.
Trebek apareció en Celebrity Poker Showdown en 2005. Él llegó en segundo lugar en su partido clasificado, perdiendo a Cheryl Hines. El 9 de mayo de 2008, Trebek fue un invitado en Jimmy Kimmel Live, en el que hablaba de su carrera de 24 años como presentador de Jeopardy! Otro invitado de Kimmel fue Kelsey Grammer, ganador de un episodio de Celebrity Jeopardy! 17 años antes. El segmento incluye un clip de vídeo de ese episodio.
Trebek anteriormente poseía y logró un rancho de 700 acres (2.8 km²) cerca de El Paso de Robles en Creston, California que anteriormente fue propiedad de Fred y Helen Sahadi, padres de la entrenadora Jenine Sahadi. La propiedad era conocida como Cardiff Stud Farm, pero Trebek le renombró Creston Farms, donde crio, entrenó y se ocupó de purasangres. Entre los purasangres corridos por Trebek fue un potro llamado "Reba's Gold", que fue un hijo del caballo "Slew o'Gold."

### Problemas de salud
En el 11 de diciembre de 2007, Trebek fue admitido al Cedars-Sinai Medical Center después de un infarto agudo de miocardio. Fue dado de alta el 18 de diciembre de 2007. Trebek regresó a la producción de Jeopardy! el 14 de enero de 2008 para el "Teen Tournament" (Torneo de Adolescentes).
El 7 de marzo de 2019, Trebek anunció que tenía cáncer de páncreas y que "iba a luchar contra esto". Falleció debido a dicha enfermedad el 8 de noviembre de 2020 a los 80 años.

### Allanamiento en un hotel
Fue informado el 27 de julio de 2011 que Trebek fue robado en una habitación de hotel en San Francisco, California. Le dijo a una multitud en la sede de Google, mientras presentar el National Geographic World Championship, que "rompió un tendón de Aquiles la madrugada del miércoles, mientras perseguía a un ladrón en un hotel de San Francisco. Se despertó con los sonidos de una mujer en su habitación, pasando por sus cosas. Dijo que luego salió de la cama, llevó su ropa interior, y persiguió al ladrón por el pasillo. Durante la persecución, Trebek fue herido, pero cojeó a su habitación para llamar a los funcionarios de seguridad, y la mujer fue aprehendida. Trebek dice todos se recuperaron, excepto por monedas y una pulsera (un regalo de su madre). Espera estar en un yeso por cerca de seis semanas."

## Honores y premios

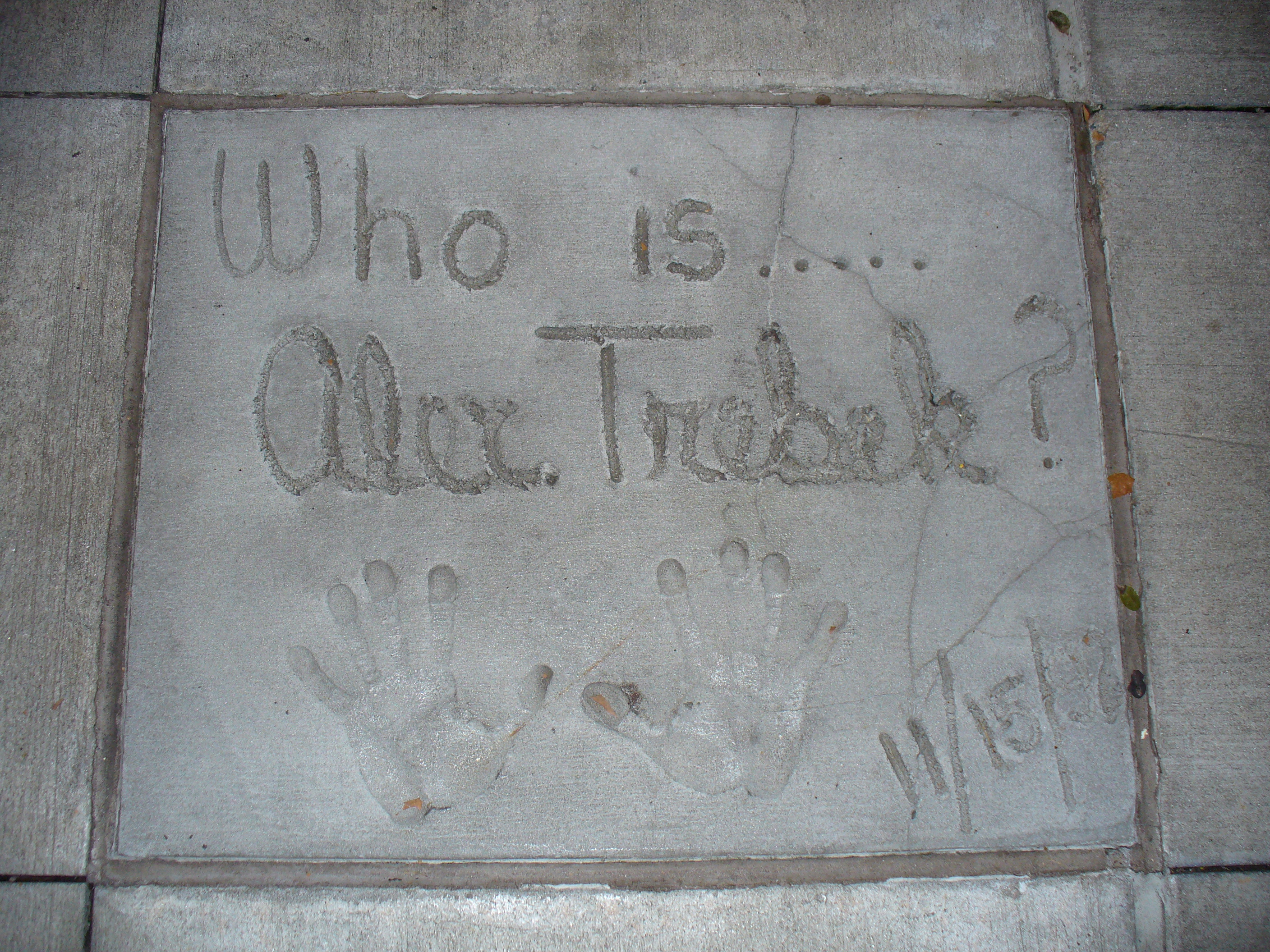
Las huellas de Alex Trebek delante de Hollywood Hills Amphitheater en el parque de atracciones Disney's Hollywood Studios de Walt Disney World en Florida.

Alex Trebek ha sido presentado con cinco Premios Emmy en la categoría de Mejor Presentador de Concursos, y ha recibido una estrella en el Paseo de la Fama de Hollywood (ubicada en el 6501 de Hollywood Boulevard, acerca de las estrellas de Ann-Margret y Vincent Price).
Trebek ha presentado dos competiciones anuales: el National Geographic Bee en Estados Unidos y The Great Canadian Geography Challenge en Canadá. También ha viajado por muchos países del Tercer Mundo con proyectos para la organización benéfica World Vision, grabando reportes en los esfuerzos del grupo en representación de niños de todo el mundo.
En 1995, Trebek y el lleno equipo de Jeopardy! fueron conllevados con United Service Organizations, y desde entonces, han aparecidos en varios bases militares a lo largo del mundo, para conducir búsquedas para concursantes y como un refuerzo de moral para las tropas.
En 2001, The American Federation for the Blind presentó a Trebek uno de seis "Access Awards" (Premios de Acceso) para su acomodación de un campeón notable de Jeopardy!, Eddie Timanus.
En marzo de 2006, Trebek fue anunciado como un recipiente de una estrella en el Paseo de la Fama de Canadá. Es el segundo presentador de concurso que fue inducido (el primero fue Monty Hall de Let's Make a Deal, y el tercero fue Howie Mandel de Deal or No Deal). Su estrella está ubicada en King Street West, acerca de las estrellas de The Crazy Canucks y Eugene Levy).
En el 4 de noviembre de 2010, Trebek recibió la Medalla de Oro de la Real Sociedad Geográfica Canadiense para su contribución a educación geográfica y el estudio popular de geografía. Recipientes anteriores de esta medalla incluyen el autor y antropólogo Wade Davis (en 2009), Peter Gzowski (en 1997), y Mary May Simon (en 1998), entre otros.
En 2011, Trebek fue anunciado como uno de los recipientes del Premio de Trayectoria en la ceremonia 38 de los Premios Daytime Emmy.

## Apariciones en películas y televisión

### Programas presentados
- Music Hop (1962-1972) - Presentador desde 1963 hasta 1964
- Vacation Time (1964) - Copresentador
- Reach for the Top (1966-1973) - Presentador
- Strategy (1969) - Presentador
- The Wizard of Odds (1973) - Presentador
- Double Dare (1976-1977)
- High Rollers - Presentador (NBC, 1974-1976, 1978-1980)
- Stars on Ice (CTV, 1976-1980) - Presentador
- The $128,000 Question (1977-1978)
- Wall $treet (1980-1981)
- Battlestars (1981-1983)
- Pitfall (1981-1982)
- Jeopardy! (1984-2021) [28]
- Lucky Numbers (Piloto de 1985)
- VTV - Value Television (1987) - Copresentador con Meredith McRae
- Classic Concentration (1987-1991)
- Super Jeopardy! - Presentador (1990)
- To Tell the Truth (1990-1991) - Presentador desde febrero de 1991 hasta mayo del mismo
- Wheel of Fortune - Presentador para un episodio emitido en el pescado de abril en 1997; también sustituyó como presentador en 1981
- Barris and Company - Copresentador/locutor
- Outside/Inside - Presentador
- Pick and Choose - Presentador
- T.G.I.F. - Locutor
- Live from the Hollywood Bowl - Presentador de emisiones anuales en vivo.
- The Red Badge of Courage/Heart of Courage - Programa producido en Canadá que resaltó individuales valientes.
- Finales nacionales del National Geographic Bee - Presentador (1989-presente)
- El Pillsbury Bake-Off - Presentador (1996-1998)

### Actuaciones breves
- Mama's Family (1987) - sí mismo como presentador de Jeopardy!
- For Keeps (1988) - sí mismo como presentador de Jeopardy!
- Cheers (1990) - sí mismo como presentador de Jeopardy!
- Depredador 2 (1990) - sí mismo como presentador de Jeopardy! (voz)
- WrestleMania VII (1991) - sí mismo como un anunciador y entrevistador
- The Golden Girls (1992) - sí mismo como presentador de Jeopardy!
- White Men Can't Jump (1992) - sí mismo como presentador de Jeopardy!
- Vidas cruzadas (1993) - sí mismo como presentador de Jeopardy!
- Rugrats (1993) - sí mismo como Alan Quebec, el presentador de Super Stumpers, en lo que Didi Pickles es un concursante (temporada 2, episodio 37: "Game Show Didi")
- The Nanny (1995) - sí mismo como presentador de Jeopardy!
- Beverly Hills, 90210 (1995) - sí mismo como presentador de Jeopardy!
- The X-Files - sí mismo como un "Man in Black" con Jesse Ventura (temporada de 1995-96: episodio "Jose Chung's From Outer Space")
- Seinfeld - sí mismo como presentador de Jeopardy! en el noveno episodio de la octava temporada ("The Abstinence")
- The Magic School Bus (1996) - Locutor (voz) en el sexto episodio de la segunda temporada ("Shows and Tells")
- Los Simpson (1997) - sí mismo como presentador de Jeopardy! en Miracle on Evergreen Terrace (voz)
- The Weird Al Show (1998) - sí mismo como presentador de Jeopardy! (voz)
- Descubriendo a Forrester (2000) - sí mismo como presentador de Jeopardy!
- Saturday Night Live (2000) - sí mismo
- Arthur (2000) - como Alex Lebek, el presentador de Riddle Quest, en lo que Arthur es un concursante
- Pepper Ann (2001) - como sí mismo en el final de 2001. Su personaje debería casarse con Lydia Pearson, el madre de la personaje titular, en algún momento durante el lapso de quince años entre los eventos del serie y el episodio final.
- Padre de familia (2006) - sí mismo como presentador de Jeopardy! (voz)
- The Bucket List (2008) - sí mismo como presentador de Jeopardy! (voz)